# 銭の戦争 (日本のテレビドラマ)
『銭の戦争』（ぜにのせんそう）は、2015年1月6日から3月17日まで毎週火曜日22時 - 22時54分に、関西テレビ制作・フジテレビ系の「火曜22時枠」で放送された日本のテレビドラマ。
主演を務めるSMAPの草彅剛は関西テレビ制作の火曜ドラマにおいては『僕の生きる道』『僕と彼女と彼女の生きる道』『僕の歩く道』といった「僕シリーズ3部作」を始め、『いいひと。』『37歳で医者になった僕〜研修医純情物語〜』など自らの温厚なキャラクターをそのまま生かしたヒューマンドラマをこれまで演じたが、今回は「復讐に燃える熱血漢」のキャラクターに挑んだ。また大島優子はAKB48卒業後、初の連続ドラマ出演となった。
なお、主要な登場人物の役名には色が入っている。

## 企画・制作
本作品は韓国のテレビドラマ『銭の戦争』（2007年制作）を原作として、関西テレビが舞台を日本の東京に置き換えて製作する。
栄光と挫折を経験した男が、恋と借金返済、そして自らの人生を取り戻すまでの様を描いた壮絶な復讐劇が、時にはシュールに、また時にはコミカルに展開される。

## あらすじ
あらすじはエピソードリストを参照。

## キャスト

### 主要人物
白石富生（しらいし とみお）〈36〉
演 - 草彅剛（少年期：酒井天満）
本作品の主人公。東大卒。外資系会社クレディ・パートナーズ証券の元赤坂社員。数字に対して驚異的な記憶力を持ち、自身の顧客データはパソコンに残さずに全て記憶するほどである。
父・孝夫の連帯保証人になっており、借金から逃げることも出来ずに全ての地位や財産を失う。自らが失ったものを取り戻すため、赤松金融に再就職し、成り上がることを誓う。
紺野未央（こんの みお）〈26〉
演 - 大島優子
洋の娘。会社受付の派遣社員として勤務しているが、危惧していた通りに就業の契約更新に至らず、仕方がなく以前よりも賃金が安い会員制リゾート会社のテレフォンアポインターに就く。
実業家の植草から求婚され、父の借金や経済的な理由から受け入れようとするが、富生に阻止される。500円玉を巡るいざこざから富生を「500円男」と呼ぶ。富生と出会った当初は険悪な仲だったが、徐々に態度を軟化させていく。
青池梢（あおいけ こずえ）〈27〉
演 - 木村文乃
富生の元婚約者であり、青池ファイナンスホテル部門の社員。大企業の令嬢。借金から逃れられない運命となった富生から別れを告げられる。富生と未央の仲を疑い、愛憎を抱くようになる。

### 赤松金融
赤松大介（あかまつ だいすけ）〈45〉
演 - 渡部篤郎
社長でホワイト化学の債権者。孝夫が自殺することを見越し、飛ばし携帯を相次いで購入させ債権を回収する。ホワイト化学に関する重要な資料を隠し持っている。
富生に対しては、当初はその優秀さを買っていたが、お互いに素性を知った後は壮絶なマネーゲームを繰り広げることになる。
桜田慎一（さくらだ しんいち）〈24〉
演 - 高田翔（ジャニーズJr.）
就職も決まらないままチンピラだったところを赤松に拾われる。口達者だが、何事も中途半端。
円アカネ（まどか あかね）〈22〉
演 - 新川優愛
受付。赤松の愛人らしい。

### ホワイト化学（白石家）
白石孝夫（しらいし たかお）〈66〉
演 - 志賀廣太郎
社長。富生の父。妻や専務が把握できないほどの借金を残し、失踪の末に自殺を遂げる。
白石三保子（しらいし みほこ）〈60〉
演 - 木野花
富生の母。夫の失踪後脳内出血で倒れ、北海道にいる脳外科医の手術を受けるしか助かる方法がない。
白石光太郎（しらいし こうたろう）〈26〉
演 - 玉森裕太（特別出演）
大学院生。富生の弟。借金のことは知っており、富生の幸せを願う父から口止めをされていた。実家の内情を気にかけようとしなかった富生を快く思っておらず、訣別する。
その後富生が金貸しになったことを蔑みつつも、自身の経済的な無力さに焦燥を感じている。

### その他
紅谷裕蔵（べにや ゆうぞう）〈77〉
演 - 津川雅彦
赤松の師匠。ホームレスから300億円もの大金を動かせるまでに成り上がったが、現在は貸金業を引退し、小額の融資しか取り扱っていない。
弟子入りを志願した富生を試し、騙されずに課題をクリアした彼を認め、赤松の元で貸金業を学ぶよう勧める。復讐心にとらわれる富生と金儲けのためには手段を選ばない赤松の両者の身を案じている。
青池早和子（あおいけ さわこ）〈68〉
演 - ジュディ・オング
梢の祖母。青池ファイナンス会長。多重債務者となった富生に、梢と別れることを条件に金銭を提供しようとする。赤松とはホワイト化学を巡る因縁があり、穢れ仕事を請け負った赤松を小物扱いし、見下している。
紺野洋（こんの ひろし）〈58〉
演 - 大杉漣
未央の父。富生の高校時代の恩師。赤松の策略で親戚に騙され、500万円の借金を背負うことになる。さらに結婚式の途中キャンセルの額も併せて一時1200万の借金を背負ったが、後に冨生が暴力団から取り立てた金の一部で返済になった。
借金完済や経済的理由で愛のない結婚に走ろうとする娘の姿勢に反対する。富生の行動が原因で婚約破棄となり、さらに借金を重ねる結果になったが、娘が幸せにならない結婚を阻止してくれた富生に感謝する。
富生の金での復讐に執念を燃やす手法に対しては懸念を示している。
目黒桃子
演 - 朝倉えりか
未央の友人で元同僚。富生のことを怪しみつつも未央に協力する。

### ゲスト
キャストの横の話数は、その他の出演回。

#### 第1話
植草守
演 - 丸山智己（第2話 - 第4話）
レストラン「UEKUSA」社長。バツイチ。訪問先の会社受付で未央を気に入りデートに誘う。未央にプロポーズするが、その目的は面倒な母の相手をしてもらうためだった。
黒田部長
演 - 飯田基祐（第2話・第9話 - 第10話）
富生の元上司。保身を第一に考えており、窮地に立たされていた富生に無理難題を押し付けて、それを解雇の口実にしようと目論む。しかし、富生が顧客データを残さず退職したために、自身が窮地に立たされる。
後に富生に利殖の協力を持ちかけられるが、これを知った赤松に唆される。
金原
演 - おかやまはじめ（第5話 - 第6話）
ホワイト化学専務。世話になった社長家族の行く末を心配し、富生のことも気にかけている。
灰谷
演 - 中林大樹（第8話・第11話）
富生の大学時代の後輩。ゲーム関連会社の経営で成功を収めるが、金の持ち逃げに遭い、経営が傾く。当初、借金まみれとなった富生のことを見下していたが、後に和解する。
土田正之
演 - ラッシャー板前
土田 順子
演 - 川俣しのぶ
上記2名は紺野家の親戚。無農薬レストランの失敗で借り入れた借金を洋に全て被せ、借金地獄から逃げる。
墨田
演 - 大石吾朗
富生の証券勤務時の大口顧客。
債権者のヤクザ
演 - 堤隆博
灰原達之
演 - 中居正広
桑田澄男
演 - 小林薫
上記2名は『ナニワ金融道』シリーズの登場人物。

#### 第2話
ササキ
演 - 宇梶剛士
ササキ食堂店主。紅谷の協力者。
緑川信二
演 - 金井勇太（第4話）
富生と知り合うホームレス。富生同様、仕事も家も失い、ホームレスに身を落としていた。富生と結託して大黒から債権をせしめ、その一部である200万円を受け取って逃亡する。

#### 第3話
植草睦子
演 - 立石凉子（第4話）
植草の母。息子や未央の意見は聞かずに、結婚式の段取りを強引に進める。婚約破棄によって発生した慰謝料および結婚式の諸経費を、紺野家に請求する。
黄川恵子
演 - 中島亜梨沙
花屋の娘。母の店を守るために借金を重ねる。

#### 第4話
大黒恭二
演 - 高杉亘（第10話）
暴力団組織若頭候補。4年11か月も借金を踏み倒し、総額が8750万円にも膨れ上がっている不良債務者。不法で得た金をホームレスから買い取った口座に移す手法を逆手に取った富生の策にかかり、債権を回収される。
黄金沢 猛
演 - 野添義弘
組長。大黒も頭が上がらない存在。曲がったことを嫌う昔気質の任侠。富生のアドバイスによって株で儲ける。

#### 第5話
藍沢恵美
演 - 安藤玉恵
貴也の妻。ママ友などの付き合いで出費がかさみ、夫の美容室の経営悪化に伴い家庭財政は益々悪くなる一方で、住宅ローンも払えないほど首が回らなくなる。
藍沢貴也
演 - 坪倉由幸
恵美の夫。かつてはカリスマ美容師と言われる存在だったが、現在では美容室の多店舗展開に失敗し、唯一残った1号店も客入りが疎らな状態だった。プライドだけは健在であり、豪邸である自宅の売却を拒む。
藍沢遥
演 - 上白石萌歌
恵美・貴也の娘。両親がお金に苦しんでいることが友達にばれて、いじめの対象になってしまう。

#### 第8話
水越礼二
演 - 浅野和之
特許庁審査5部（化学部門担当）審査長。早和子と手を組みホワイト化学の特許認可を遅延させる。
カンナ
演 - 黒坂真美
水越の愛人。
フリーライター
演 - 笠原秀幸（第10話）

## スタッフ
- 原作 - パク・イングォン『銭の戦争』
- 脚本 - 後藤法子
- 音楽 - 菅野祐悟
- 演出 - 三宅喜重、白木啓一郎、鈴木浩介
- 主題歌 - SMAP「華麗なる逆襲」（ビクターエンタテインメント）[9]
- ナレーション - 松元真一郎
- オープニングタイトル - 熊本直樹
- アクションコーディネーター - 栗田政明、大谷智子
- リーガルアドバイザー - 上田大輔
- 医療監修 - 片山雅彦、高瀬年人
- 看護指導 - 石田喜代美
- 原案ドラマ - 『銭の戦争』（脚本：イ・ヒャンヒ）
- 韓国コーディネート - Teddy Works
- 取材協力 - フィナンシャル・インスティチュート
- 宣伝 - 前田香久
- 広告 - 宮内覚
- 編成 - 野村亙 / 加藤達也（CX）
- ホームページ - 馬殿陽子
- チーフプロデューサー - 笠置高弘
- プロデューサー - 三宅喜重、河西秀幸
- コンテンツプロデューサー - 川村徹也
- ラインプロデューサー - 大城哲也
- 制作協力 - ジニアス
- 制作著作 - 関西テレビ[注 1]

## エピソードリスト
| 話数 | サブタイトル                                                                                 | 放送日  | 演出       | 視聴率 | 備考                           |
| --- | -------------------------------------------------------------------------------------------- | ------- | ---------- | ------ | ------------------------------ |
| 第1話 | 初回は2時間SP- エリートが借金地獄で急転落… 愛、金、人生全て取り戻す! 壮絶な復讐劇が今夜開幕! | 1月06日 | 三宅喜重   | 14.1%  | 1時間拡大SP （21:00 - 22:54）  |
| 外資系の大手証券会社でバリバリ働き、交際中だった青池梢(木村文乃)との婚約も決まり順風満帆な生活を送っていた白石冨生(草彅剛)。しかしそんなある日、冨生の父・孝夫(志賀廣太郎)が、経営していた工場の設備投資に失敗し、多額の借金を残し失踪してしまう。 連帯保証人だった冨生は資金操りをするも足りず、闇金業者に追われることになる。そんな折、母親が脳出血で入院、冨生は会社からクビを宣告され、失踪していた父親は自殺し遺体で発見されてしまう。 さらに冨生は、梢の祖母で大手金融会社 会長を務める青池早和子(ジュディ・オング)から「1000万円で梢と別れてほしい」と要求される。一度は断るものの、母親の手術には多額の費用がかかるため要求をのみ、梢との婚約を解消する。しかしそのお金も悪徳債権者によって横取りされ、身も心もボロボロにされてしまう。 後日行われた父親の葬儀でも、給料を貰っていないという会社の従業員の不満の矛先が冨生に向けられてしまう。人生のどん底を迎えた冨生だったが、「俺が金を返してやる」と啖呵を切り、お金で失くしたものをお金で取り返そうと復讐を心に決めた。 |                                                                                              |         |            |        |                                |
| 第2話 | 借金地獄のホームレスに転落…逆襲だ! 這い上がれ! 俺の人生、金で買い戻す                        | 1月13日 | 三宅喜重   | 11.9%  | 15分繰り下げ （22:15 - 23:09） |
| ホームレスに転落した富生が次に選んだ進路は、父も苦しめられていた消費者金融「赤松金融」だった。この会社は、表向きでは健全な経営をしているが、実際は法定外の高金利のいわゆる闇金融会社である。 |                                                                                              |         |            |        |                                |
| 第3話 | 金貸し始動…この世は愛より金? 恩師に非情な取り立て…大金を稼げ! 成り上がれ!                    | 1月20日 | 白木啓一郎 | 12.1%  |                                |
| 赤松金融で働くことになった富生は、たとえ闇金融であってもあらゆる手段を駆使し、どんな苦労もいとわずにお金を得ようとする。手始めとして、自身の恩師である紺野洋に対して借金の取り立てを行う。 |                                                                                              |         |            |        |                                |
| 第4話 | 一攫千金で借金返済? ヤクザに未回収1億円取り立てだ! 愛憎…元婚約者の危険な罠                   | 1月27日 | 三宅喜重   | 13.1%  |                                |
| より大金を欲した富生は回収不能になっていた債権に目をつけるが、その債権者はヤクザであり、取り合ってもらうどころか命すら危うい相手であった。一方、梢は富生と未央の関係を疑い始める。 |                                                                                              |         |            |        |                                |
| 第5話 | 真相発覚! 父と赤松金融にまさかの因縁… 親父はアイツに殺された!? 復讐だ!                       | 2月03日 | 白木啓一郎 | 12.6%  |                                |
| 富生の素性に疑念を持った赤松は、未央を利用して富生の身辺調査を行う。父と赤松との因縁に気づいていない富生は美容師一家の債権の取り立てを行うが、その途上で金原と再会し、ホワイト化学が経営危機を乗り切ったことを知る。それを支援したのは青池ファイナンスであり、梢でさえも知らない事実だった。 |                                                                                              |         |            |        |                                |
| 第6話 | 遂に勃発! 金の恨みは金で復讐だ! 知略で攻めろ!                                                | 2月10日 | 三宅喜重   | 11.9%  |                                |
| 父の敵に気付き、復讐心にとらわれる富生を未央は心配する。富生の弟・光太郎は兄が金貸しになったことを蔑みつつも、自身の経済的な無力さを実感する。そのような中、光太郎はアルバイト仲間から仕事を紹介されるが犯罪に関わるような内容の仕事だった。一方、梢は非情な手段でホワイト化学の再建に乗り出そうとする。 |                                                                                              |         |            |        |                                |
| 第7話 | 難攻不落! 宿敵が隠す大金を奪え… 愛憎の加速                                                   | 2月17日 | 鈴木浩介   | 14.4%  |                                |
| 富生は赤松の金庫を発見するが、監視カメラを前に手を焼く。富生は協力してくれる未央に対して、いつの間にか特別な感情を抱くようになる。そして、白石家の没落に赤松だけではなく青池ファイナンスも絡んでいることを知る。梢を巻き込み、複雑な三角関係にまで発展していく。 |                                                                                              |         |            |        |                                |
| 第8話 | 新たな敵! 本当の悪は誰だ… 愛に翻弄される女                                                   | 2月24日 |            | 12.6%  |                                |
| 互いの利益のために再び赤松と手を組んだ富生。ホワイト化学をこの手に収めんと策動する中で、特許庁の水越という人物が青池ファイナンスと癒着していたことを知り、調査を行う。何とか富生の役に立ちたいと考える未央は、ホステスに扮して水越の愛人が勤めるクラブに潜入する。 |                                                                                              |         |            |        |                                |
| 第9話 | 宿敵の逆襲に元婚約者と結託! 地下に隠された20億円を巡る攻防… 略奪決行だ! 父の会社を奴に渡すな | 3月03日 |            | 14.0%  |                                |
| 早和子を脅して青池グループ株の51%を取得した赤松。ホワイト化学を手に入れるための障害となった赤松の野望を阻止するため、富夫は赤松金融の金庫破りを再度決意する。そのために、利害が一致した梢と手を組むのだが、これに対して未央は複雑な心境を富生に吐露する。 |                                                                                              |         |            |        |                                |
| 第10話 | 強奪20億…倍に稼いで父の会社を取り戻せ！ 復讐終結へ                                           | 3月10日 |            | 13.9%  | 15分拡大 （22:00 - 23:09）     |
| 富生は手に入れた20億円を元手にこれを利殖するために、元上司の黒田に協力を依頼する。しかし、これを知った赤松も黒田に接触し、あえて金を稼がせたうえでインサイダーの罪を富生に擦り付けるように唆す。マネーゲームにのめりこむ富生を止めようとする未央、そして青池グループを守らんと奔走する梢、それぞれの想いが交錯する。 |                                                                                              |         |            |        |                                |
| 最終話 | 最終回 20億の策略！復讐全てが終わる…愛の決断                                                 | 3月17日 |            | 15.4%  | 15分拡大 （22:00 - 23:09）     |
| 赤松は富生の持つ20億円を取り戻すために未央を人質に取る。また、梢も赤松による会社乗っ取りの危機に直面する。富生は赤松の取引に応じるが、ただで20億円を返そうとは思っていなかった。すべての決着が今、つけられようとしていた。 |                                                                                              |         |            |        |                                |
| |                                                                                              |         |            |        |                                |
| 平均視聴率 13.4%（視聴率はビデオリサーチ調べ、関東地区・世帯） |                                                                                              |         |            |        |                                |

## 受賞歴
- 第18回日刊スポーツ・ドラマグランプリ[11]
  - 助演男優賞（渡部篤郎）
  - 助演女優賞（木村文乃）
- 第84回ザテレビジョンドラマアカデミー賞[12]
  - 主演男優賞（草彅剛）